# تپه کل آو
تپه کل آو مربوط به عصر مفرغ است و در شهرستان دالاهو، بخش مرکزی، دهستان حومه، ۶۵۰ متری شمال غربی روستای هلته واقع شده و این اثر در تاریخ ۲۷ اسفند ۱۳۸۶ با شمارهٔ ثبت ۲۲۴۵۱ به‌عنوان یکی از آثار ملی ایران به ثبت رسیده است.